# Heliodoro de Barea

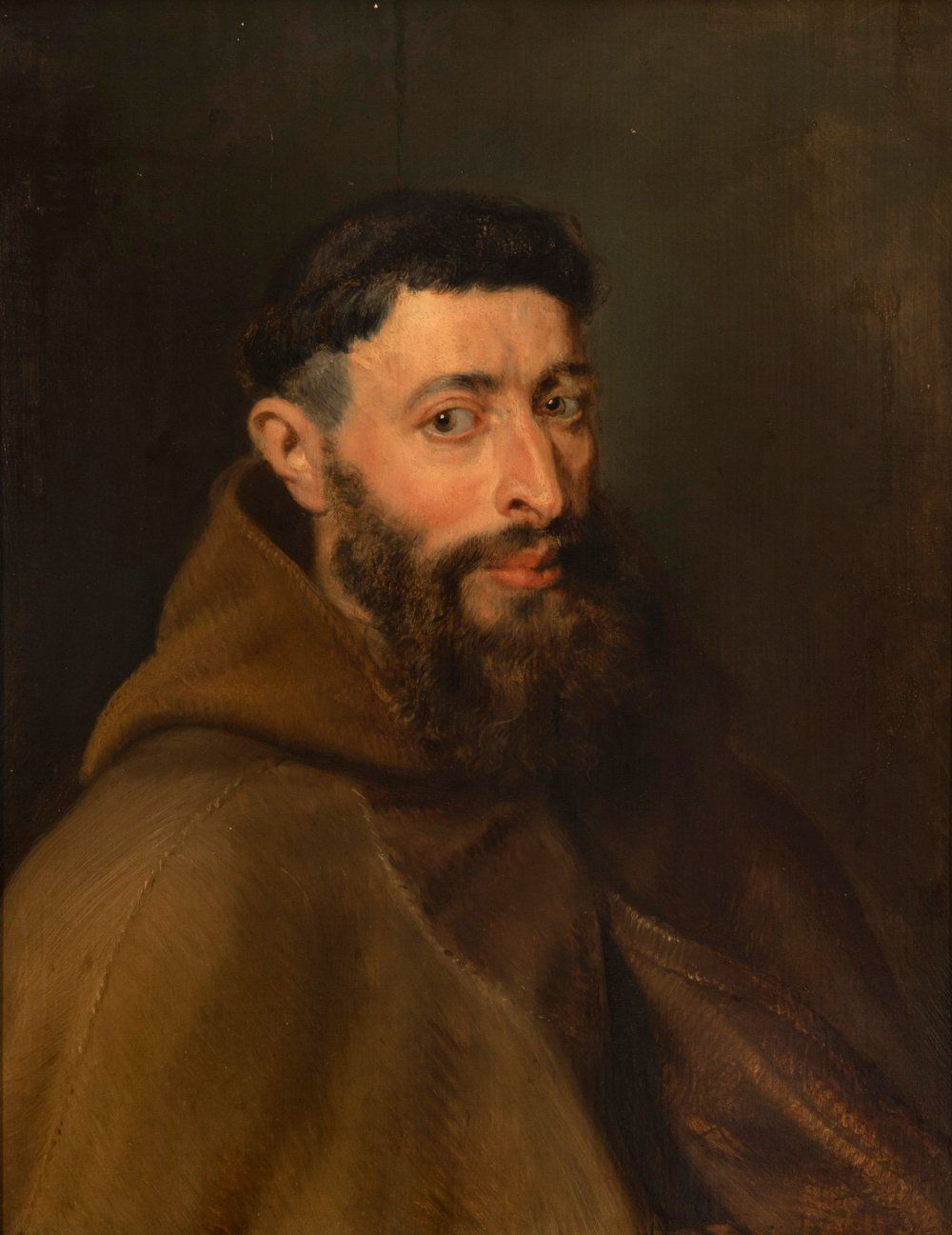
Retrato por Rubens

Heliodoro de Barea y Dávila (Nieuport -) fue un religioso capuchino.

## Biografía
Fue hijo de un caballero de Ávila.
Tuvo un hermano, Marcelino. Ingresó en la orden capuchina, como su hermano. Ambos serían nombrado predicadores del Rey (en la capilla real) en 1645.Tuvo una participación en la corte de Felipe IV.Por ejemplo, tuvo conversaciones con Luis de Haro, primer ministro de Felipe IV.
Pasó a Flandes donde realizaría una labor de predicación y propagación de la Fe católica.
Vivía en 1650.

## Iconografía

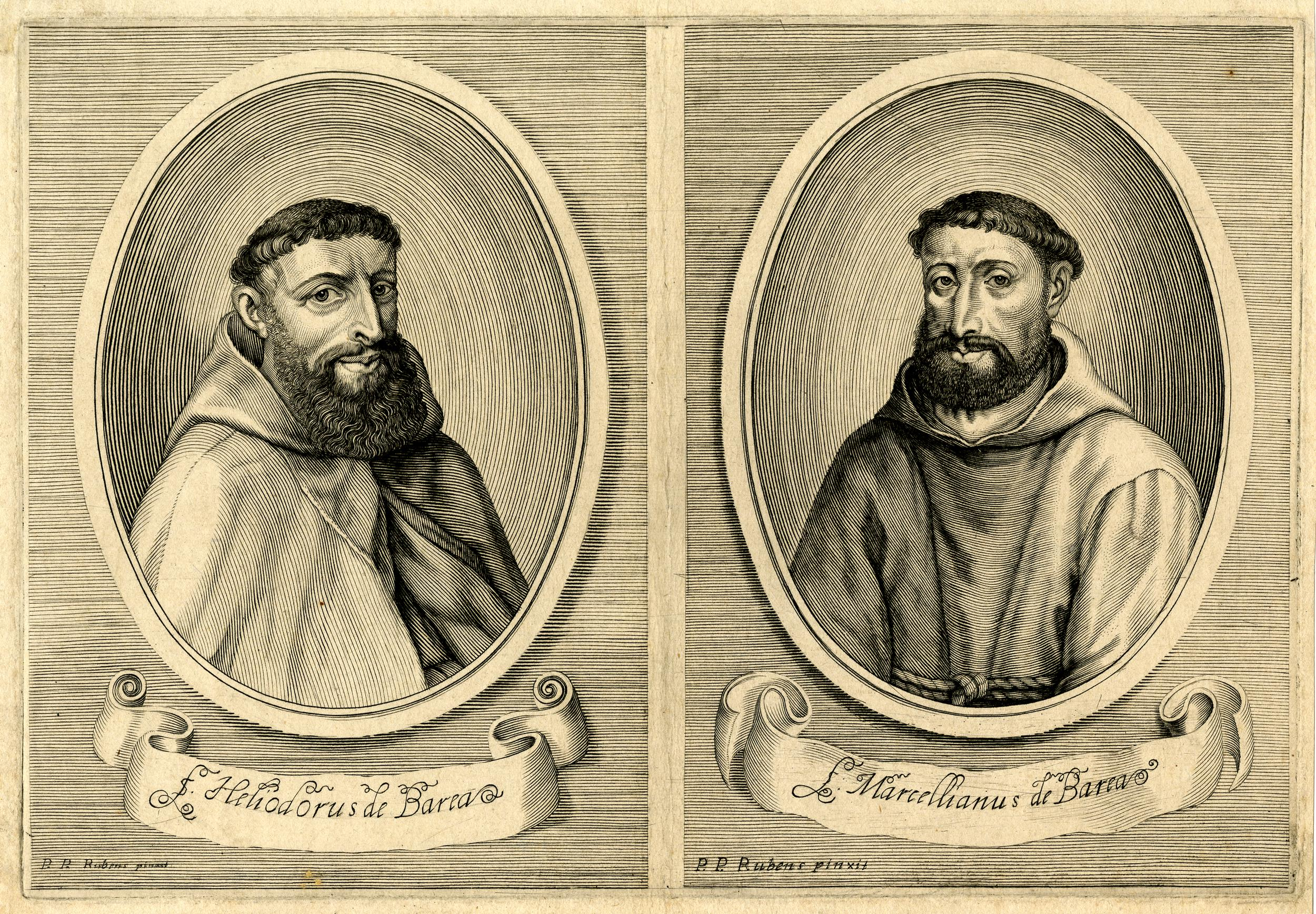
Grabado de su retrato junto con el de su hermano (1770-1789)

Después de 1630 fue retratado por Peter Paul Rubens, haciendo pareja con otro retrato de su hermano Marcelino por este mismo pintor flamenco. Ambos grabados fueron grabados en la segunda mitad del siglo XVIII.

### Individuales
1. ↑  Iglesias), Luis de Salazar y Castro, Baltasar Cuartero y Huerta, Antonio de Vargas Zúñiga y Montero de Espinosa (Marqués de Siete; historia, Real Academia de la. Índice de la colección de don Luis de Salazar y Castro. Tomo X.. Real Academia de la Historia. Consultado el 30 de diciembre de 2023.
2. ↑  Sotelo, Anel Hernández (1 de enero de 2017). Una historia de barbas y capuchas. La deconstrucción de la figura de san Francisco por los frailes capuchinos. Siglos XVII y XVIII _ LIBRO COMPLETO. Consultado el 31 de diciembre de 2023.
3. ↑  Analecta ordinis minorum Capuccinorum (en latín). 1925. Consultado el 31 de diciembre de 2023.
4. ↑  Quellen und Forschungen aus italienischen Archiven und Bibliotheken (en alemán). M. Niemeyer. 1903. Consultado el 31 de diciembre de 2023.
5. ↑  San Jose, Hector (17 de octubre de 2023). «Vendido en 2 millones el rubens de Setdart». ARS Magazine. Consultado el 31 de diciembre de 2023.
6. ↑  «Two portraits on one plate of the Capuchin monks and brothers Heliodorus and Marcellianus of Barea». Museo Británico.